# Pierre Marcel Raisin
Pierre Marcel Raisin, né en 1922 à Genève et mort le 4 août 1996 à Genève, est un homme politique genevois, membre du parti libéral suisse.

## Biographie
Issu d'une ancienne famille d'avocats et de personnalités politiques genevois ayant acquis la bourgeoisie de la ville au XVIIIe siècle, il est, selon la tradition familiale, avocat et juge suppléant au Tribunal de première instance avant de suivre les traces de son père Marcel Raisin en politique en commençant sa carrière en 1962 au Conseil municipal de la ville de Genève. 
Cinq ans plus tard, il passe au Conseil administratif de la ville où il est régulièrement réélu, occupant quatre fois le poste de maire de Genève (1970, 1974, 1978 et 1982) et dirigeant successivement le département des sports puis celui des finances. Pierre Marcel Raisin quitte la politique en 1983, après 16 années passées au Conseil administratif. 
Grand sportif, il s'est également investi dans des associations sportives, sur le plan local, régional et national tel que l'Association suisse de tennis, dont il est le vice-président.

## Sources
- « Pierre Raisin, le nouveau maire de Genève, a suivi l'exemple de son père », La Tribune de Genève, 13 mai 1970
- « Adieux de Pierre Raisin », La Tribune de Genève, 30 mai 1983
- « Alors M. le Maire ? », La Suisse, 20 octobre 1978
- Alain Dupraz, « Pierre Raisin est mort », La Tribune de Genève, 6 août 1996
- Jacques Jeannerat, « Décès de Pierre Raisin, ancien maire de Genève », Journal de Genève, 6 septembre 1996
- « Personnalités suisses disparues », CH96. Journal suisse de l'année, p. 173-174